# F1 2009
F1 2009 è un simulatore di guida di Formula 1 sviluppato da Sumo Digital e pubblicato da Codemasters il 20 novembre 2009 per PlayStation Portable e Wii. Originariamente fu prevista anche una versione per PlayStation 3, ma quest'ultima è rimasta inedita.
Il videogioco è basato sulla stagione 2009.

## Modalità di gioco
Vi sono diverse modalità di gioco:
- Gara veloce;
- Prova cronometrata;
- Weekend Gran Premio;
- Sfide;
- Campionato del Mondo;
- Carriera;
- Multigiocatore. Quest'ultima modalità per Wii è solamente in locale per 2 giocatori e non supporta la nintendo Wi-Fi connection.

Nella versione Wii è utilizzabile (su tutte le vetture) una nuova componente, il KERS.

## Piloti e team
Nel gioco si possono utilizzare i piloti che hanno preso parte alle gare della stagione di Formula 1 2009, esclusi quelli subentrati a stagione in corso:
- #1 Lewis Hamilton - McLaren Mercedes
- #2 Heikki Kovalainen - McLaren Mercedes
- #3 Felipe Massa - Ferrari
- #4 Kimi Räikkönen - Ferrari
- #5 Robert Kubica - BMW Sauber
- #6 Nick Heidfeld - BMW Sauber
- #7 Fernando Alonso - Renault
- #8 Nelson Piquet Jr. - Renault
- #9 Jarno Trulli - Toyota
- #10 Timo Glock - Toyota
- #11 Sébastien Bourdais - STR Ferrari
- #12 Sébastien Buemi - STR Ferrari
- #14 Mark Webber - Red Bull Renault
- #15 Sebastian Vettel - Red Bull Renault
- #16 Nico Rosberg - Williams Toyota
- #17 Kazuki Nakajima - Williams Toyota
- #20 Adrian Sutil - Force India Mercedes
- #21 Giancarlo Fisichella - Force India Mercedes
- #22 Jenson Button - Brawn GP Mercedes
- #23 Rubens Barrichello - Brawn GP Mercedes